# Пукаруа

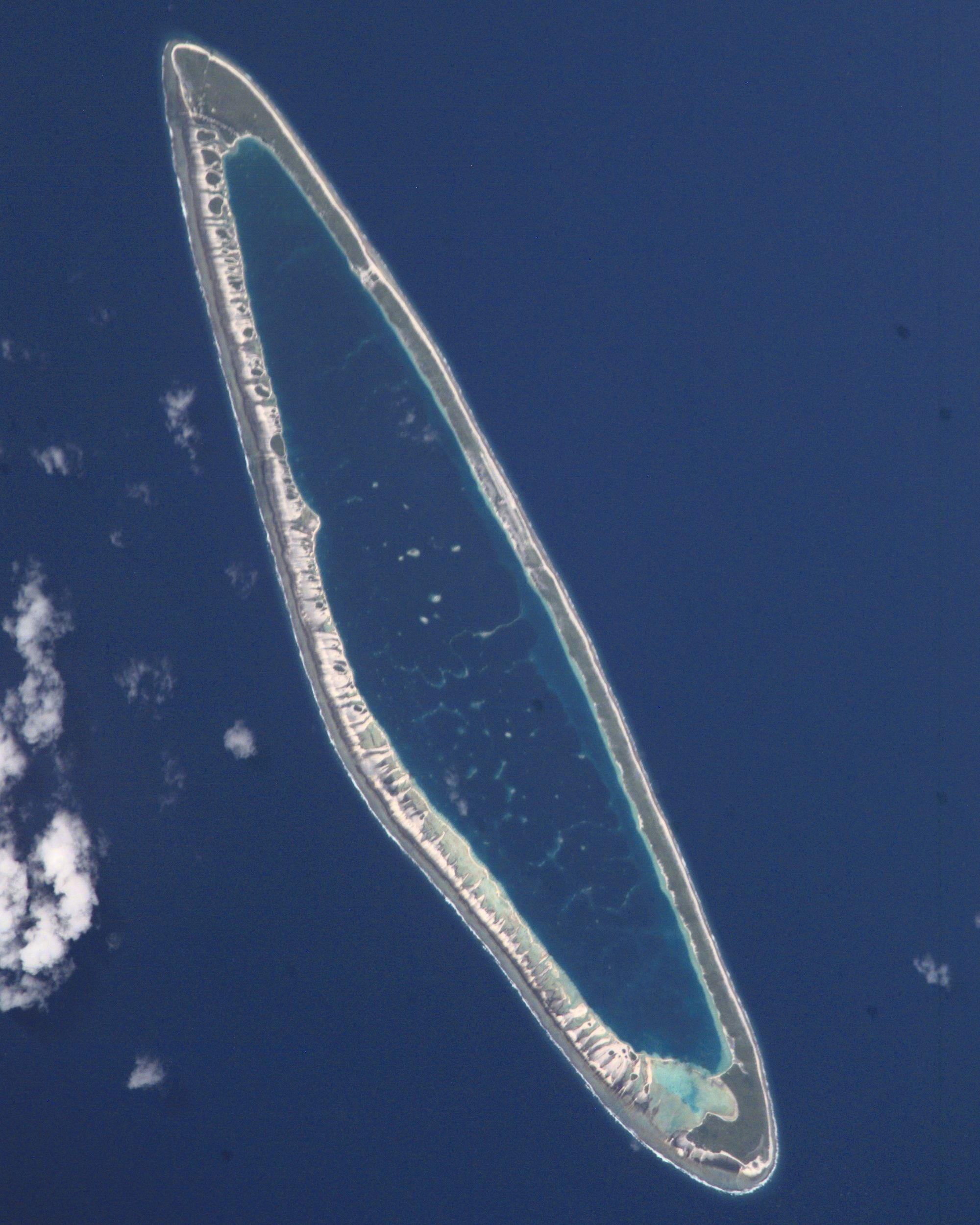
Космический снимок атолла.

Пукаруа (фр. Pukarua) — атолл в архипелаге Туамоту (Французская Полинезия). Атолл расположен в восточной части архипелага в 50 км к северо-западу от атолла Реао и в 1300 км к востоку от острова Таити.

## География
Пукаруа имеет очень узкую форму. Длина атолла составляет около 18 км при ширине в 7 км. Общая площадь суши — 7 км². В центре острова расположена лагуна.

## История
Атолл был открыт в 1797 году англичанином Джеймсом Уилсоном во время его плавания от острова Мангарева к острову Таити.

## Административное деление
Административно входит в состав коммуны Реао.

## Население
В 2007 году численность населения Пукаруа составляла 207 человек. Главное поселение — деревня Мараутагароа, расположенная в северной части атолла. Основное занятие жителей — производство копры.